# 余子恭
余子恭（14世紀—15世紀），字晉齋，江西撫州府金谿縣火源里人，明朝政治人物。

## 生平
余子恭是洪武十七年（1384年）的舉人，十八年（1385年）聯捷進士，與同榜黃子澄友好，獲授建安知縣，為政廉明勤敏，拿出俸祿重建學宮，每天召集諸生講學，後調任歸安知縣；明成祖即位，黃子澄遭族誅，他逃竄至沙漠而死，建安人入祀名宦祠，縣人入祀鄉賢祠。

## 引用
1. 1 2  同治《金谿縣志·卷二十三上·人物志》：余子恭，字晉齋，火源里人，洪武十七年鄉試，明年成進士，與黃子澄同榜相友善，授建安知縣，為治廉明無科擾，嘗捐俸修學宮，朔望召諸生講學，士多興起，改湖州歸安縣。成祖即位，子澄族誅，子恭累竄沙漠死，建安人祀之名宦，邑祀鄉賢。
2. ↑  康熙《建安縣志·卷五》：余子恭，金谿人，由進士洪武十八年知建安縣，律己廉潔，為政勤敏，剪除奸弊，四境肅然，以學廟弗稱，捐俸募財重建。